# Еттельбрек
Еттельбрек (люксемб. Ettelbréck вимовляється [ˈætəlbʀek] ⓘ, фр. Ettelbruck, нім. Ettelbrück) — місто в Люксембурзі. Адміністративний центр однойменної комуни.

## Географія
Розташоване в центрі Люксембургу в кантоні Дикірх, на річці Альзет, яка впадає поблизу міста в Зауер. Знаходиться за 26 км на північ від столиці країни міста Люксембург.

## Історія
Під час революційних подій 1848 року в місті проходили Установчі збори представників різних станів для обговорення питань, з якими люксембурзька делегація мала вирушити на засідання Франкфуртських національних зборів. Депутат Шарль (Карл) Матіас Андре (люксемб. Charles Mathias André) сказав кілька речень французькою і далі виголосив усю промову люксембурзькою. Норберт Метц (люксемб. Norbert Metz) відповів йому люксембурзькою. Цей випадок вважається першим в історії Люксембургу, коли з офіційного приводу було використано люксембурзьку мову.
У місті діє музей генерала Джорджа Сміта Паттона.

## Населення
Еттельбрек — сьоме за кількістю населення місто в Люксембурзі. Станом на 2015 рік чисельність населення міста становила 7 152 осіб.
| 1981   | 1991   | 2001   | 2005   | 2015   |
| ------ | ------ | ------ | ------ | ------ |
| → 6044 | ↘ 5831 | ↗ 6191 | ↗ 6364 | ↗ 7152 |

## Клімат
| Кліматограма Еттельбрека                                                                        | Кліматограма Еттельбрека | Кліматограма Еттельбрека | Кліматограма Еттельбрека | Кліматограма Еттельбрека | Кліматограма Еттельбрека | Кліматограма Еттельбрека | Кліматограма Еттельбрека | Кліматограма Еттельбрека | Кліматограма Еттельбрека | Кліматограма Еттельбрека | Кліматограма Еттельбрека |
| ----------------------------------------------------------------------------------------------- | ------------------------ | ------------------------ | ------------------------ | ------------------------ | ------------------------ | ------------------------ | ------------------------ | ------------------------ | ------------------------ | ------------------------ | ------------------------ |
| С                                                                                               | Л                        | Б                        | К                        | Т                        | Ч                        | Л                        | С                        | В                        | Ж                        | Л                        | Г                        |
| 102 −2 −7                                                                                       | 59 5 −4                  | 24 10 −1                 | 62 15 3                  | 112 19 7                 | 94 21 12                 | 106 23 13                | 78 21 12                 | 72 17 8                  | 122 13 5                 | 87 8 −2                  | 117 −1 −5                |
| Середня макс. і мін. температури повітря (°C) Атмосферні опади (мм), за рік : 1035 мм. Джерело: |                          |                          |                          |                          |                          |                          |                          |                          |                          |                          |                          |

## Спорт
У місті є футбольний клуб «Етцелла» який виступає в Національному футбольному дивізіоні Люксембургу та легкоатлетичного клубу «CAPA». Домашньою ареною для них є стадіон «Стад Ам Дейх».

## Відомі люди
Уродженці міста
- Баді Мінк[en] — люксембурзька мисткиня, кінорежисерка та кінопродюсер.
- Чарльз Геренс — люксембурзький політик. Депутат Європейського парламенту з 2009.